# Elaeocyma arenensis
Elaeocyma arenensis é uma espécie de gastrópode do gênero Elaeocyma, pertencente à família Drilliidae.